# ABS Group
ABS — торговая марка крупного холдинга, производящего насосы и оборудование для систем водоснабжения, водоотведения и водоочистки. С 2011 года принадлежит международной промышленной компании Sulzer.
Сегодня насосы «ABS» в России используется на водоканалах, очистных сооружениях, промышленных предприятиях, в частных домах, офисах и др.
В 2008 году ABS Group открыло официальное представительство компании на территории России.

## История компании
Старейшая из компаний, вошедших в современную ABS Group, это компания «Jönköpings Mekaniska Werkstad» (JMW), основанная в 1860 году. Архивировано из оригинала 11 апреля 2012 года.
- 1918 год — «Ekman & Co» — торговая компания маркетинговых услуг, основывает «AB Pumpindustri», с целью создания индустрии насосного оборудования. В том же году учреждается компания «AB Maskinfabriken Göta», известная под именем «Vadstena Pumpar AB», это более современное название.
- 1959 год — в Шайдерхох (Scheiderhohe), Германия, создаётся компания «ABS Pumpen»[нем.], занимающаяся изготовлением погружных насосов и мешалок для систем сточных вод.
- 1966 год — шведская фирма «Wilh. Sonesson AB» из Мальмё поглощает компанию «Pumpindustri» и позднее переименовывется в «Sonesson Pumpindustri AB». Продукция компании расширяется торговыми марками «Gothia Piston» и SIHI[нем.] (Германия).
- 1979 год — компания переименовывается в «Scanpump AB». Название Scanpump появилось на рынке насосного оборудования в 1967, это известный бренд, который использовался при продаже оборудования на экспорт. Спустя три года «Scanpump AB» приобретает компанию JMW - крупное производство больших насосов для целлюлозно-бумажной промышленности, водоочистных сооружений, предприятий работающих с морской водой.
- 1985 год — «Scanpump AB» все больше расширяется и приобретает «Vadstena Pumpar», специализация которой это насосы рынка строительства и эксплуатации. Год спустя приобретается другая компания, «Pumpex», которая производит и продаёт погружные насосы под своей торговой маркой. Завод расположен в Нордмалинге (Nordmaling), а отдел сбыта — в Стокгольме.
- 1989 год — «Scanpump AB» покупает компанию ABS из Шайдерхохе, которая производила погружные насосы для сточных вод, погружные мешалки для чистых и сточных вод, насосы для целлюлозно-бумажной промышленности. В результате всех слияний и поглощений на протяжении более ста лет компания «Scanpump» становится пятой по размеру насосостроительной компанией в Европе.
- 1990 год — в состав компании входит французская фирма «Lefi» из Рони-су-Буа, производящая технологические насосы, в основном для химической промышленности.
- 1990 год - компания меняет своё название на «ABS Scanpump AB». Спустя три года она разбивается на три отдела: «Cardo Pump AB» (материнская компания), «ABS Pump Production AB» (пункт распределения продукции) и «ABS Pump AB» (отдел сбыта).
- 1994 год — «Volvo» продаёт все акции «Investment AB Cardo» компании «Incentive».
- 1995 год — «Cardo Pump»[швед.] приобретает 100% акций шведской компании SCABA AB, занимающейся производством мешалок очистки сточных вод для муниципальных организаций, а также для нужд целлюлозно-бумажной промышленности. Учреждается «ABS Pumps International AB» — компания по сбыту, цель которой — увеличить объём экспорта в той части рынка, где отсутствует коммерческое представительство фирмы.

В 1990-х годах несколько таких компаний было учреждено в Европе, Северной и Южной Америке и Азии.
- 1997 год — под управлением ABS находятся немецкие и американские подразделения фирмы «Frings», выпускающей погружные аэраторы.

### 2000-е годы
- 2001 год — приобретается фирма «Swedmeter AB», специализирующаяся на промышленной автоматике (КИПиА), и финская компания «Nopon Oy», поставляющая аэрационное оборудование, погружные мешалки-аэраторы, системы дисковых распылителей и высокооборотные турбокомпрессоры для обогащения воды кислородом в системах биологической очистки стоков.
- В 2004-2005 году ABS подвергается кардинальным изменениям. Основная продукция по работе со сточными водами и товары дочерних компаний впервые представлены под единой торговой маркой — ABS. На рынок компания вышла под девизом «We know how water work» («Мы знаем, как работает вода»). Для сбыта целлюлозно-бумажного оборудования в январе 2005 года ABS учреждает основной филиал широкого профиля — «ABS Scanpump AB», возвращаясь к хорошо зарекомендовавшей себя марке «Scanpump». Шведская фирма-изготовитель, расположенная в Вадстене, модернизируется в 2004—2005 годах и начинает работу на оборудовании современного технического уровня. Позднее под её управление переводится также шведская фабрика, расположенная в Молндале (Mölndal).
- В 2009 году начат проект производства новых энергосберегающих продуктов объединённых в линейку ABS Effex.
- В 2011 году активы торговой марки ABS приобретены швейцарской компанией Зульцер (Sulzer).

### ABS Group в России
В конце 2008 года ABS Group открыла представительство компании в Санкт-Петербурге — ЗАО «АБС Рус», в связи с поглощением корпорацией Sulzer в 2013 году вошла в состав компании ЗАО «Зульцер Насосы» (Санкт-Петербург).

## Продукция ABS Group
Канализационные насосы 

Промышленные насосы 

Дренажные насосы 

Бытовые насосы 

Канализационные насосные станции 

Мешалки 

Аэрационные системы 

Турбокомпрессоры 

Системы контроля и управления